# 查爾斯·W·費爾班克斯
查爾斯·華倫·費爾班克斯（英語：Chareles Warren Fairbanks，1852年5月11日—1918年6月4日），美国共和黨政治家，曾任第26任副總統、聯邦參議員等職。
阿拉斯加州第二大城市費爾班克斯即以他命名。
| 前任： 狄奧多·羅斯福   | 美國副總統 1905年－1909年           | 繼任： 詹姆斯·S·舍曼 |
| 前任： 丹尼爾·伏爾伊斯 | 印第安納州聯邦參議員 1897年－1905年 | 繼任： 詹姆斯·海明威 |